# Пітер Пен і Аліса в країні чудес
«Пітер Пен і Аліса в країні чудес» (англ. Come Away) — фантазійна пригодницька драма виробництва Великобританії та США, знятий за мотивами твору Джеймса Баррі і Льюїса Керрола. Режисером фільму виступив Бренда Чепмен, а продюсерами стали Ліса Кан та Андреа Кейр. Світова премьєра фільму відбулася 24 січня 2020 року на кінофестивалі Санденс. 
Прем'єра фільму в США відбулася 13 листопада 2020 року; в Україні — 10 грудня цього ж року; у Великобританії — 18 грудня того ж року.

## Стислий зміст
Вільний парафраз книги Льюїса Керола. Історія Аліси й Пітера — до того, як Аліса вирушила у Країну Чудес, а Пітер став Пеном.
Вони були братом і сестрою. Але коли гине старший брат, вони намагаються чимшвидше врятувати своїх батьків від смертельної небезпеки.

## У ролях
| Актор              | Роль           |
| ------------------ | -------------- |
| Анджеліна Джолі    | Роуз Літтлтон  |
| Кіра Чанса         | Аліса Літтлтон |
| Гугу Мбата-Роу     | доросла Аліса  |
| Джордан Ентоні Неш | Пітер Літтлтон |
| Майкл Кейн         | Чарлі          |
| Дерек Джейкобі     | містер Браун   |
| Девід Оєлово       | Джек           |
| Анна Ченселлор     | Елеонор Морроу |
| Кларк Пітерс       | Капелюшник     |
| Девід Г'ясі        | капітан Джеймс |
| Дженні Гелловей    | Анна О'Феррел  |
| Ріс Єйтс           | Девід Літтлтон |
| Нед Деннегі        | Смі            |
| Ава Філлері        | Венді Дарлінг  |